# 曹鎡
曹鎡（1477年—？），字時用，號慨齋，南直隸常州府武進縣軍籍句容縣人，明朝政治人物。

## 生平
應天府鄉試第十一名舉人。正德十二年（1517年）中式丁丑科會試第十名，登第三甲第十七名進士。通政司觀政，初授長樂縣知縣，嘉靖元年（1522年）選南京廣東道監察御史，致仕卒。

## 家族
曾祖曹育；祖父曹伯恭；父曹遠，壽官。前母何氏；母董氏。永感下。